# Championnats d'Europe de gymnastique artistique féminine 2002
Navigation
Édition précédente Édition suivante
Les 24e championnats d'Europe de gymnastique artistique féminine ont eu lieu à Patras (Grèce) en 2002.

## Résultats

### Concours par équipe
| Rang               | Pays     | Gymnastes                                                                                       | Total   |
| ------------------ | -------- | ----------------------------------------------------------------------------------------------- | ------- |
| Médaille d'or      | Russie   | Svetlana Khorkina, Natalia Ziganshina, Lyudmila Ezhova, Elena Zamolodchikova, Ekaterina Shuster | 111.833 |
| Médaille d'argent  | Pays-Bas | Verona van de Leur, Suzanne Harmes, Gabriella Wammes, Renske Endel, Monique Nuijten             | 107.635 |
| Médaille de bronze | Italie   | Maria Teresa Gargano, Ilaria Colombo, Monica Bergamelli                                         | 105.948 |

### Concours général individuel
| Rang               | Gymnaste            | Saut  | Barres asymétriques | Poutre | Sol   | Total  |
| ------------------ | ------------------- | ----- | ------------------- | ------ | ----- | ------ |
| Médaille d'or      | Svetlana Khorkina   | 9.362 | 9.875               | 9.737  | 9.775 | 38.749 |
| Médaille d'argent  | Verona van de Leur  | 9.612 | 9.662               | 9.675  | 9.675 | 38.624 |
| Médaille de bronze | Alona Kvasha        | 9.531 | 9.800               | 9.350  | 9.775 | 38.456 |
| 4                  | Natalia Ziganshina  |       |                     |        |       |        |
| 5                  | Oana Petrovschi     |       |                     |        |       |        |
| 6                  | Suzanne Harmes      |       |                     |        |       |        |
| 7                  | Elena Gomez         |       |                     |        |       |        |
| 8                  | Evguenia Kuznetsova |       |                     |        |       |        |
| 9                  | Teresa Gargano      |       |                     |        |       |        |
| 10                 | Rebecca Owen        |       |                     |        |       |        |
| 11                 |                     |       |                     |        |       |        |
| 12                 |                     |       |                     |        |       |        |
| 13                 |                     |       |                     |        |       |        |
| 14                 |                     |       |                     |        |       |        |
| 15                 |                     |       |                     |        |       |        |
| 16                 |                     |       |                     |        |       |        |
| 17                 |                     |       |                     |        |       |        |
| 18                 |                     |       |                     |        |       |        |
| 19                 |                     |       |                     |        |       |        |
| 20                 |                     |       |                     |        |       |        |
| 21                 |                     |       |                     |        |       |        |
| 22                 |                     |       |                     |        |       |        |
| 23                 |                     |       |                     |        |       |        |
| 24                 |                     |       |                     |        |       |        |

### Finales par engins

#### Saut
| Rang               | Gymnaste             | Points |
| ------------------ | -------------------- | ------ |
| Médaille d'or      | Natalia Ziganshina   | 9.443  |
| Médaille d'argent  | Verona Van De Leur   | 9.387  |
| Médaille de bronze | Oana Petrovschi      | 9.131  |
| 4                  | Alona Kvasha         | 9.043  |
| 4                  | Elena Zamolodchikova | 9.043  |
| 6                  | Elena Gomez          | 8.999  |
| 7                  | Ilaria Colombo       | 8.993  |
| 8                  | Monica Bergamelli    | 4.575  |

#### Barres asymétriques
| Rang               | Gymnaste          | Points |
| ------------------ | ----------------- | ------ |
| Médaille d'or      | Svetlana Khorkina | 9.550  |
| Médaille d'argent  | Renske Endel      | 9.450  |
| Médaille de bronze | Elizabeth Tweddle | 9.287  |
| 4                  | Suzanne Harmes    | 9.187  |
| 5                  | Monica Bergamelli | 9.112  |
| 6                  | Alona Kvasha      | 9.025  |
| 7                  | Ludmila Ejova     | 8.700  |
| 8                  | Irina Yarotska    | 7.487  |

#### Poutre
| Rang               | Gymnaste           | Points |
| ------------------ | ------------------ | ------ |
| Médaille d'or      | Ludmila Ejova      | 9.562  |
| Médaille d'argent  | Svetlana Khorkina  | 9.262  |
| Médaille de bronze | Verona Van De Leur | 9.187  |
| 4                  | Ilaria Colombo     | 9.100  |
| 5                  | Suzanne Harmes     | 8.850  |
| 6                  | Delphine Regease   | 8.650  |
| 7                  | Elizabeth Tweddle  | 8.550  |
| 8                  | Elena Gomez        | 8.525  |

#### Sol
| Rang               | Gymnaste           | Points |
| ------------------ | ------------------ | ------ |
| Médaille d'or      | Alona Kvasha       | 9.500  |
| Médaille d'argent  | Natalia Ziganshina | 9.450  |
| Médaille de bronze | Verona Van De Leur | 9.400  |
| 4                  | Elena Gomez        | 9.362  |
| 5                  | Svetlana Khorkina  | 9.075  |
| 6                  | Dimitra Kastritsi  | 9.062  |
| 7                  | M.Teresa Gargano   | 9.000  |
| 8                  | Tatiana Yarosh     | 8.800  |